# Sano Tsunetami

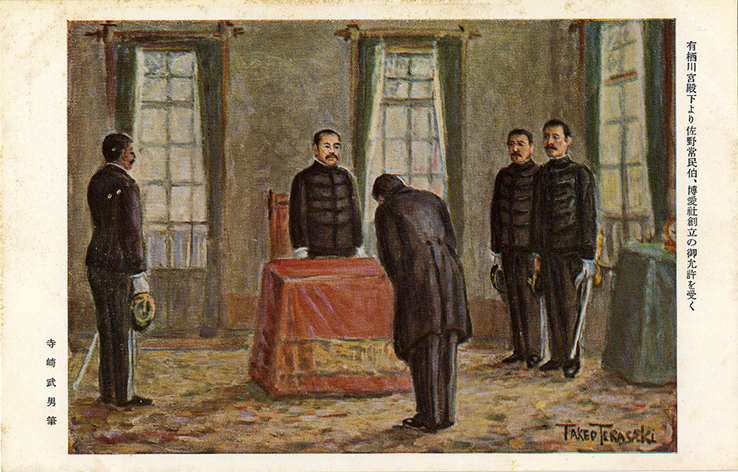
Prinz Arisugawa Taruhito gewährt 1877 dem 54-jährigen Sano Tsunetami die Erlaubnis zur Gründung der Philanthropischen Gesellschaft (Postkarte der Japanischen Rotkreuz Gesellschaft)

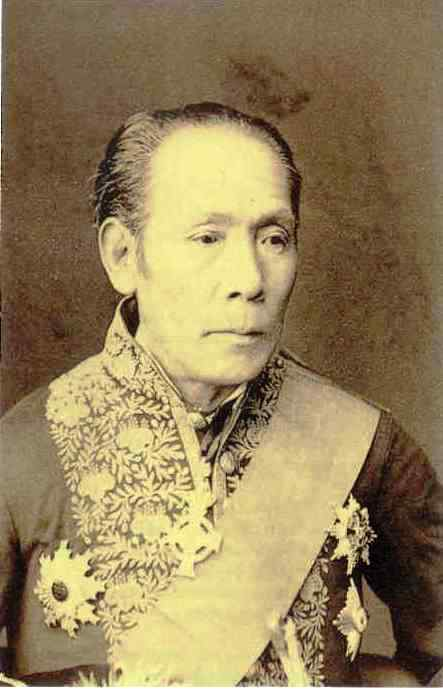
Sano Tsunetami

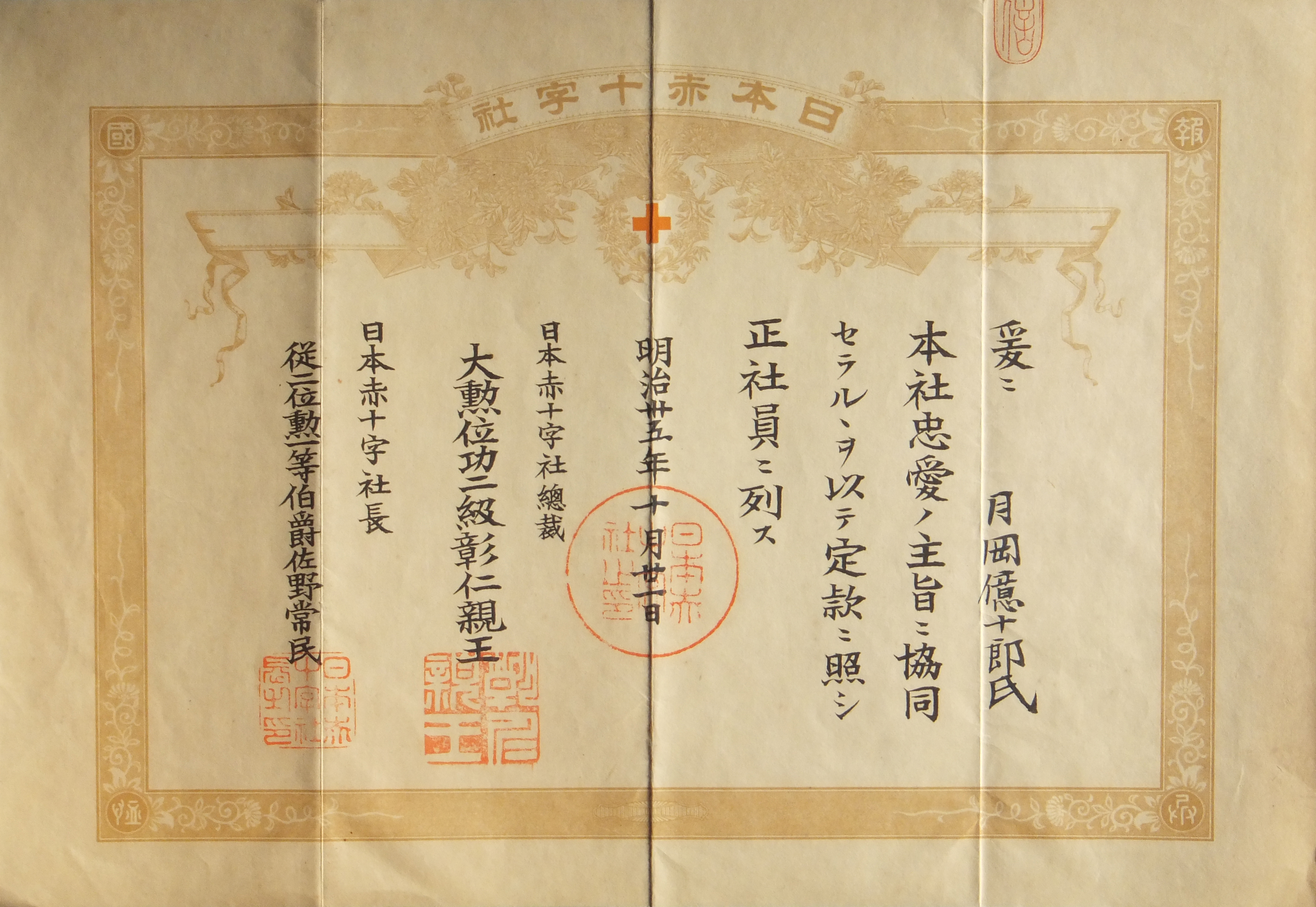
Mitgliedszertifikat der Japanischen Rotkreuz-Gesellschaft ausgestellt für den Arzt Tsukioka Okujūrō am 21. Okt. 1902 durch Prinz Komatsu-no-miya Akihito und Sano Tsunetami

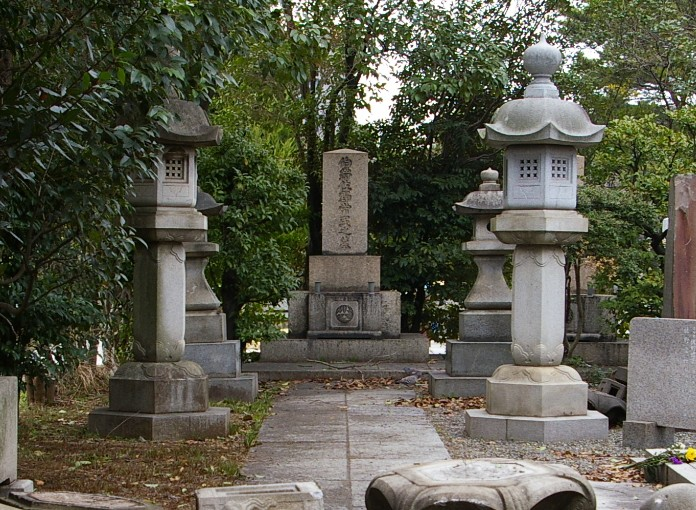
Grabstätte von Sano Tsunetami auf dem Aoyama-Friedhof, Tokyo

Sano Tsunetami (jap. 佐野 常民; * 28. Dezember 1822 in Hayatsue, Saga-gun, Provinz Hizen; † 12. Dezember 1902 in Tokio, Tokio) war ein japanischer Politiker und Gründer der Japanischen Rotkreuz-Gesellschaft (日本赤十字社, Nippon Sekijūjisha).

## Leben
Sano wurde im Dorf Hayatsue des Lehens Saga (heute Teil der Stadt Saga) als fünfter Sohn des niederrangigen Samurai Shimomura Saburōzaemon geboren und 1831 von dem Arzt Sano Tsuneyoshi adoptiert. Drei Jahre später besuchte er zunächst die Schule der Domäne. 1837 begleitete er seinen Vater nach Edo, wo er sich unter dem renommierten Koga Dōan mit konfuzianischen Studien befasste. 1839 kehrte er nach Saga zurück und erhielt u. a. eine medizinische Ausbildung. Auch nach der Eheschließung 1842 setzte er seine Studien fort, 1846 bei führenden Vertretern der ‚Hollandkunde‘ (Rangaku) wie dem Arzt Hirose Genkyō (広瀬元恭, 1821–1870) in Kyōto und ab 1848 bei Ogata Kōan in der berühmten ‚Teki-Schule‘ (Tekijuku) in Osaka sowie dem chirurgischen Pionier Hanaoka Seishū in der Provinz Kii. 1849 wechselte er zu dem ebenfalls landesweit bekannten Hollandgelehrten Itō Gemboku in Edo. Hier wurde er zudem von Totsuka Seikai stark beeinflusst, der einst von Philipp Franz von Siebold ausgebildet worden war. 1851 eröffnete Sano in Nagasaki eine eigene Schule, doch schon 1853 gab ihm der Landesherr von Saga, Nabeshima Naomasa, eine Anstellung.
Sanos Lehnsherr gehörte zu jenen Regionalherrschern, die ein starkes Interesse an westlicher Wissenschaft und Technik entwickelt hatten. Als die Regierung 1858 das Marinetrainingszentrum Nagasaki (長崎海軍伝習所, Nagasaki kaigun denshūjo) gründete, um über den Ankauf und Betrieb holländischer Schiffe eine moderne Flotte aufzubauen, zählte Sano zusammen mit 17 weiteren Gefährten des Lehens Saga zur ersten Schüler-Generation. Auf sein Betreiben hin begann man in Saga, das mit dem benachbarten Lehen Fukuoka für die Sicherheit der Gewässer um Nagasaki verantwortlich war, mit dem Bau eines Dampfschiffes, das 1865 als Ryōfūmaru (凌風丸, etwa so viel wie ‚Wind-Übertreffer‘) in Betrieb genommen wurde.
1867 zog Sano nach Europa, wo er auf der Weltausstellung in Paris erstmals vom Internationalen Roten Kreuz hörte. In den Niederlanden gab er eine Bestellung für einen als Kriegsschiff konzipierten Schraubendampfer Nisshin (日進) auf und kehrte, nachdem er die Industrie, den Schiffsbau und das Militär mehrerer Länder inspiziert hatte, nach Japan zurück.
Nach der Meiji-Reform war er im Aufbau der Kaiserlichen Marine engagiert. 1873 wurde er zur Weltausstellung nach Wien entsandt. Als Dolmetscher fungierte Alexander von Siebold, der älteste Sohn des berühmten Japanforschers Philipp Franz von Siebold.
1875 wurde Sano Mitglied des japanischen Staatsrates (Genrōin). 1877 erhoben sich die  Samurai der Provinz Satsuma gegen die neue Regierung (Satsuma-Rebellion). Sanos Vorstellung, auch verletzten Gegnern Hilfe zu gewähren, stieß in Regierungskreisen auf Unverständnis und starken Widerstand. Doch als er sich direkt an den Prinzen Arisugawa Taruhito wandte, der in die kaiserlichen Truppen anführte, sorgte dieser dafür, dass Sano und sein Mitstreiter im Senat, Ogyū Yuzuru, im Jahre 1877 die Erlaubnis zur Gründung der Philanthropischen Gesellschaft (博愛社, Hakuaisha) erhielten.
Von 1880 bis 81 wirkte Sano als Finanzminister, danach übernahm er den Vorsitz des Staatsrates. 1886 gründete er das Philanthropische Krankenhaus (Hakuaisha byōin) in Tokyo. 1887 wurde die Philanthropische Gesellschaft in Japanische Rot-Kreuz Gesellschaft (Nippon Sekijūjisha) umbenannt. Im September jenes Jahres arrangierte Sano als ihr erster Präsident den Beitritt zum Internationalen Roten Kreuz. 1894 wurde die Gesellschaft im Japanisch-Chinesischen Krieg sowie 1900 anlässlich des Boxeraufstands erstmals außerhalb des Landes tätig.
1895 wurde Sano in Anerkennung seiner Verdienste zum Grafen (hakushaku) ernannt. 1902 starb er im Alter von 80 Jahren in seinem Haus in Tokyo. Kurz zuvor hatte er den Orden der Aufgehenden Sonne (旭日章, Kyokujitsushō) erster Klasse erhalten.
Sanos erster Sohn Tsunemi (常実, geb. 1859), der 1880 zum Studium nach Jena ging, starb dort nicht lange nach seiner Ankunft. Ein weiterer Sohn, Admiral Sano Tsuneha (常羽, 1871–1956), spielte eine wichtige Rolle bei der Gründung der japanischen Pfadfinder-Bewegung (ボーイスカウト日本連盟, Bōisukauto Nippon renmei).
Am 11. November 1939 wurden zwei Gedenkmarken mit dem Porträt Sano Tsunetamis zum 75. Jubiläum der Japanischen Rotkreuz-Gesellschaft ausgegeben.